# Malimbus coronatus
El malimbo coronado (Malimbus coronatus) es una especie de ave paseriforme de la familia Ploceidae propia de África central. 